# 三原・今治国道フェリー
三原・今治国道フェリー（みはら・いまばりこくどうフェリー）は、昭和海運と瀬戸内海汽船が共同運航していたフェリー航路。

## 概要
1959年2月、昭和海運が三原 - 今治間のフェリー航路を開設、当初は木造・焼玉機関の貨物フェリーであった。
1966年、旅客フェリー「いよじ」「せとじ」が就航、1968年には瀬戸内海汽船の参入によって共同運航となり、一般旅客を扱う旅客フェリー航路となった。
その後30年余り（貨物フェリー時代からは40年）に渡って運航を続けたが、1999年5月1日、西瀬戸自動車道の開通により航路廃止となった。
最盛期は、フェリーと高速船がそれぞれ1時間間隔で1日18往復運航されていた。
高速船は1972年に運航を開始。1975年の新幹線博多開業後は、三原駅から徒歩5分という三原港の立地から、「三原・今治新幹線ライン」と称し、通過連絡によって愛媛県下の国鉄各駅から大阪市内、東京都区内への自由席特急券付き往復割引乗車券（Qきっぷ）が設定されるなど、新幹線連絡航路として活躍した。瀬戸大橋開通後、時間的な優位性はやや薄れたものの、松山・今治港発のQきっぷは1997年1月まで存続したが、高速船はしまなみ海道の開通を待たず、1998年に廃止されている。

## 航路
- 三原港 - 今治港（高速船の一部は瀬戸田・井口に寄港）

航路延長38キロメートル、航海時間フェリー1時間45分、高速船60分
三原港から高根島の西側を回り、生口島と大三島の間の多々羅海峡、大三島と伯方島の間の鼻栗瀬戸を通過して、さらに大島の西側を回って来島海峡を通過して今治港へ向かう航路であった。
三原港のフェリー発着場所は高速船や他航路とは離れた古浜にあり、連絡バスが運行されていた。
三原 - 瀬戸田・井口相互間の旅客取扱は行わなかった。
高速船廃止の後、1999年3月1日からせと観光ボートが高速船航路を引き継いだが、2007年1月に廃止となった。

## 船舶
航路廃止時は瀬戸内海汽船「くるしま」「さぎしま」、昭和海運「フェリーいまばり」「フェリーみはら」のフェリー4隻で運航されていた。また、高速船の廃止時点では、瀬戸内海汽船「おやしお」「はやしお」、昭和海運「ふじたか」「うみたか」の4隻が在籍していた。

### 昭和海運

#### フェリー
- いよ[1]

1959年9月進水、木造
100総トン、全長23.0m、最大幅6.7m。深さ2.8m、焼玉機関、機関出力150ps、航海速力10ノット、トラック6台または大型バス4台
- あき[1]

1959年9月進水、木造
100総トン、全長23.0m、最大幅6.7m。深さ2.8m、焼玉機関、機関出力150ps、航海速力10ノット、トラック6台または大型バス4台
- せと[1]

1961年4月進水、木造
180総トン、全長24.0m、最大幅7.7m、深さ2.8m、焼玉機関、機関出力180ps、航海速力10ノット、トラック6台・小型4台または大型バス4台・小型3台
- いよじ[6]

高知県造船建造、1966年8月竣工、同年12月就航、1978年美保海運に売船
399.16総トン、全長42.1m、型幅9m、型深さ3.45m、ディーゼル1基、機関出力1,000ps、航海速力13ノット、旅客定員202名、トラック25台
- みはら[7]

中村造船鉄工建造、1969年12月竣工、フェリーいまばりの就航により引退。
490.83総トン、全長43.0m、型幅11.50m、型深さ3.60m、ディーゼル2基2軸、出力2,000PS、航海速力13.5ノット、旅客定員348名、乗用車34台またはバス8台
- びんご[7]

金指造船建造、1965年5月竣工、1973年4月就航(買船)。もと東京湾フェリー「よこはま丸」
533.59総トン、全長49.75m、型幅13.35m、型深さ3.40m、ディーゼル2基、機関出力2,000ps、航海速力13.5ノット、旅客定員345名、乗用車40台または大型バス8台・中型トラック2台
- フェリーいまばり[8]

藤原造船所建造、1983年11月竣工、同年12月10日就航、1999年フィリピンに売船
677総トン、全長54.75m、型幅13.50m、型深さ3.50m、ディーゼル2基、機関出力2,400ps、航海速力13.00ノット、旅客定員353名、乗用車43台または大型バス10台
- フェリーみはら[8]

藤原造船所建造、1985年7月竣工、同年8月1日就航、1999年フィリピンに売船
687総トン、全長58.60m、型幅13.50m、型深さ3.69m、ディーゼル2基、機関出力3,000ps、航海速力13.00ノット、旅客定員350名、大型車10台及び小型車4台

#### 高速船
- シーホーク[9]

三保造船所建造、1972年4月竣工
71.74総トン、登録長19.92m、型幅4.72m、型深さ2.18m、ディーゼル2基、機関出力1,248ps、航海速力23.0ノット、旅客定員70名
- ぶるーほうく[10]

三井造船千葉事業所建造、1975年6月17日竣工
191.65総トン、全長26.471m、型幅8.800m、型深さ2.488m、ディーゼル2基、機関出力2,250ps、航海速力28ノット、旅客定員162名
三井造船の双胴高速船「スーパーマラン」の第一船（MV-CP20）
- マリンホーク[11]

三保造船所建造、1979年5月竣工、同7月1日就航
95.79総トン、登録長23.01m、型幅4.92m、型深さ2.39m、ディーゼル2基、機関出力1,600ps、航海速力26ノット、旅客定員103名
- シーホーク2[12]

三保造船所建造、1981年4月1日就航
95.79総トン、全長24.10m、型幅4.90m、型深さ2.35m、ディーゼル2基、機関出力1,578ps、航海速力25.5ノット、旅客定員103名
- ぶるーほうく2[13]

三保造船所建造、1986年10月竣工、同18日就航、
68総トン、登録長23.5m、型幅5.0m、型深さ2.4m、ディーゼル2基、機関出力2,000ps、航海速力25.5ノット、旅客定員111名
- ふじたか[14]

三保造船所建造、1991年12月竣工
52総トン、登録長21.12m、型幅6.30m、型深さ2.01m、ディーゼル2基、機関出力1,650ps
- うみたか[14]

三保造船所建造、1992年5月竣工
52総トン、登録長21.12m、型幅6.30m、型深さ2.01m、ディーゼル2基、機関出力1,650ps

### 瀬戸内海汽船

#### フェリー
- せとじ[15]

高知県造船建造、1966年9月竣工、当初は昭和海運に用船され就航。1977年9月ハヤシマリンに売船。昭和海運「いよじ」の同型船
396.09総トン、登録長38.30m、型幅9.00m、型深さ3.45m、ディーゼル1基、機関出力1,000ps、航海速力13.00ノット、旅客定員202名、大型トラック8台
- ひろしま[7]

中村造船鉄工建造、1968年6月竣工、1985年6月ハヤシマリンに売船。船舶整備公団共有船。
467.93総トン、全長43.50m、型幅11.37m、型深さ3.60m、ディーゼル2基、機関出力1,700ps、航海速力13.0ノット、旅客定員318名、8tトラック8台
- ことひら[7]

神田造船所建造、1969年11月竣工、1971年改造、福山・多度津フェリーより転配
651.68総トン、全長48.70m、型幅11.00m、型深さ3.80m、ディーゼル2基、機関出力2,000ps、航海速力13.5ノット、旅客定員475名、8tトラック12台
- せんすい[7]

松浦鉄工造船建造、1969年7月竣工、1979年8月12日就航、福山・多度津フェリーより転配、1988年フィリピンに売船
596.96総トン、全長47.80m、型幅11.00m、型深さ3.79m、ディーゼル2基、機関出力1,700ps、航海速力13ノット、旅客定員475名、8tトラック12台
- くるしま[8]

神田造船所建造、1985年6月竣工、同19日就航、1999年8月フィリピンに売船
698総トン、全長58.60m、型幅14.00m、型深さ3.80m、ディーゼル2基、機関出力3,000ps、航海速力15.5ノット、旅客定員350名、トラック5台、バス5台、乗用車6台
- さぎしま[8]

神田造船所建造、1987年7月竣工、船舶整備公団共有。1999年8月フィリピンに売船
699総トン、全長58.60m、型幅14.00m、型深さ3.80m、ディーゼル2基、機関出力3,000ps、航海速力15.00ノット、旅客定員350名、トラック4台、バス6台、乗用車6台

#### 高速船
- マリンブルー[16]

71総トン、長さ20.400m、幅4.600m、速力27.4ノット、旅客定員70名
- マリンスター[10]

三井造船千葉事業所建造、1976年3月4日竣工
192.12総トン、全長26.47m、型幅8.80m、型深さ2.49m、ディーゼル2基、機関出力2,250ps、航海速力26.63ノット、旅客定員180名
昭和海運「ぶるーほうく」と同型（MV-CP20）
- マリンホープ[17]

三保造船所建造、1978年1月竣工、船舶整備公団共有
64.20総トン、登録長19.26m、型幅4.50m、型深さ2.06m、ディーゼル2基、機関出力1,080ps、航海速力25ノット、旅客定員71名
- マリンスター2[18]

三保造船所建造、1979年11月竣工、船舶整備公団共有
96.06総トン、登録長21.36m、型幅4.90m、型深さ2.35m、ディーゼル3基、機関出力1,620ps、航海速力26.78ノット、旅客定員103名
- マリンスター3[14]

三保造船所建造、1983年1月25日就航
53総トン、登録長23.01m、型幅4.93m、型深さ2.39m、航海速力25.5ノット、旅客定員120名
引退後、住友金属鉱山に売船、「みのはな」に改名
- はやしお[14]

三保造船所建造、1991年10月竣工
52総トン、登録長21.12m、型幅6.30m、型深さ2.01m
航路廃止後、広島今治高速船に移籍
- おやしお[14]

三保造船所建造、1992年3月竣工
52総トン、登録長21.12m、型幅6.30m、型深さ2.01m
航路廃止後、広島今治高速船に移籍